# White City (Saskatchewan)
White City ist eine Trabantenstadt in der kanadischen Provinz Saskatchewan. Die Stadt liegt am Trans-Canada Highway.
Im Jahr 2000 erhielt die Ortschaft den Status als Stadt (Town).
In White City gibt es unter anderem eine medizinische Klinik, drei Restaurants, eine Eishockey-Arena und eine Bibliothek.
Der Emerald Park Golf and Country Club liegt in der Nähe.

## Persönlichkeiten
- Taylor Fuchs (* 1987), Model
- Ryan Murray (* 1993), Eishockeyspieler